# Varanus eremius
Varanus eremius là một loài thằn lằn trong họ Varanidae. Loài này được Lucas & Frost mô tả khoa học đầu tiên năm 1895.